# Mi smo ovdje samo zbog para
Mi smo ovdje samo zbog para je drugi studijski album pulskog punk sastava KUD Idijoti. Album je objavljen u svibnju 1990. godine, samo četiri mjeseca nakon prethodnog albuma Bolivia R'N'R.
Album je sniman u Novom Sadu, a producirali su ga Milan Ćirić i Sale Veruda. Na albumu se nalazi obrada poznate radničke pjesme "Bandiera rossa".

## Popis pjesama
| 1.    | »Neću da radim za dolare«     | 3:14 |
| 2.    | »Mi smo ovdje samo zbog para« | 3:19 |
| 3.    | »...dan kad sam ostao sam«    | 5:46 |
| 4.    | »Zbogom Marija«               | 3:56 |
| 5.    | »Ljudi iz podzemlja«          | 3:48 |
| 6.    | »Minijatura«                  | 2:01 |
| 7.    | »Kako to može?«               | 3:23 |
| 8.    | »Smrt«                        | 4:05 |
| 9.    | »Ja sam te ludo volio«        | 1:04 |
| 10.   | »Lud od...«                   | 2:22 |
| 11.   | »Bandiera rossa«              | 6:50 |
| 39:48 |                               |      |

## Osoblje
- Tusta - vokali
- Sale Veruda – gitara, vokali (na "...dan kada sam ostao sam"), produkcija
- Dr. Fric – bas-gitara
- Ptica – bubnjevi

Ostalo osoblje
- KUD Idijoti – omot albuma
- Milan Ćirić – produkcija
- Aleksandar Sedlak – fotografija
- Darko Kolić – fotografija
- Stanislav Milojković – fotografija

## Vanjske poveznice
- Službena stranica  Arhivirana inačica izvorne stranice od 5. svibnja 2010. (Wayback Machine)